# Río Solimões

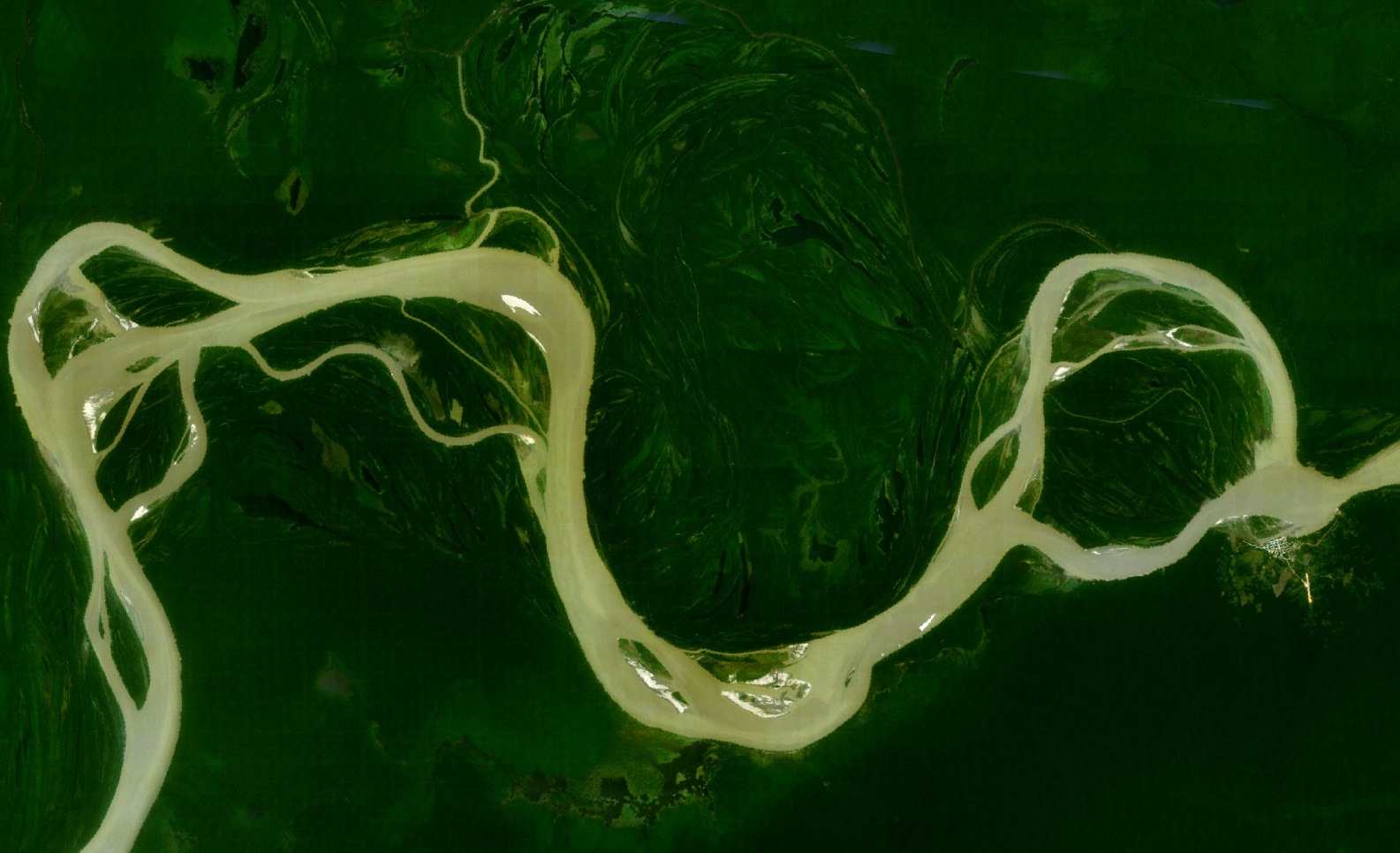
Imagen satelital del río Solimões tomando forma de río anastomosado a la altura de Fonte Boa.

El río Solimões corresponde en Brasil al tramo del río Amazonas comprendido entre la triple frontera Brasil-Colombia-Perú y la ciudad de Manaus. Su curso discurre enteramente por el estado de Amazonas, Brasil.
Recorre las ciudades de Tabatinga, São Paulo de Olivença, Amaturá, Santo Antônio do Içá, Tonantins, Jutaí, Fonte Boa, Tefé, Coari, Codajás, Anamã, Anori, Manacapuru, totalizando aproximadamente 1.700 km hasta llegar a Manaus, donde al encontrar el río Negro, recibe el nombre de río Amazonas. El río es anastomosado, es decir se divide en brazos largos, relativamente estables, que se juntan aguas abajo.
El curso del río y la extensión de sus llanuras de inundación están determinadas por lineamientos tectónicos. Los lineamientos NW-SE y SW-NE predominan aunque también hay lineamientos con dirección N-S y W-E. En partes, la intersección de lineamientos forman áreas bajas con forma aproximada de rombos topográficamente y que son ocupadas por llanuras de inundación. Las zonas elevadas alrededor del río corresponden geologicamente a la formación sedimentaria Alter do Chão de edad cretácica. Se estima que ya hace 250 mil años ya había un paisaje de tierra firme intercalado con extensos bosques de várzea en los alrededores del río Solimões. Una nueva generación de tierra firme se habría formado hace aproximadamente 35 a 45 mil años atrás mediante la incisión de los cauces de ríos reduciendo considerablemente los bosques de vársea.
Las llanuras de inundación del río llegan en algunas partes a tener un ancho de hasta 40 km.

## Afluentes del río Solimões
Se recogen en esta tabla los principales afluentes del río Solimões, yendo en sentido aguas abajo, esto es desde Tabatinga hasta Manaus.
| Tramo        |                               |                               |                               | Desembocadura    | País                               | Longitud (km) | Coord. Fuente                      |
| ------------ | ----------------------------- | ----------------------------- | ----------------------------- | ---------------- | ---------------------------------- | ------------- | ---------------------------------- |
| Río Solimões | Río Solimões                  | Río Solimões                  | Río Solimões                  | Río Amazonas     | Brasil                             | 1.700         |                                    |
| -            | Río Javari (o Yavari)         | Río Javari (o Yavari)         | Río Javari (o Yavari)         | Río Solimões (d) | Perú - Brasil                      | 1050          | 7°08′S 73°49′O / -7.133, -73.817   |
| -            | -                             | Río Curuça                    | Río Curuça                    | Río Javari       | Brasil                             | 530           | 6°42′S 72°42′O / -6.700, -72.700   |
| -            | -                             | Río Itui                      | Río Itui                      | Río Javari       | Brasil                             | 480           | 6°54′S 72°10′O / -6.900, -72.167   |
| -            | Río Jandiatuba                | Río Jandiatuba                | Río Jandiatuba                | Río Solimões (d) | Brasil                             | 500           | 6°05′S 70°41′O / -6.083, -70.683   |
| -            | Río Putumayo (o Río Içá)      | Río Putumayo (o Río Içá)      | Río Putumayo (o Río Içá)      | Río Solimões (d) | Colombia - Ecuador - Perú - Brasil | 1.610         | 1°15′N 76°55′O / 1.250, -76.917    |
| -            | -                             | Río Igara Paraná              | Río Igara Paraná              | Río Putumayo     | Colombia                           | 430           | 0°24′S 73°39′O / -0.400, -73.650   |
| -            | Río Jutaí                     | Río Jutaí                     | Río Jutaí                     | Río Solimões (d) | Brasil                             | 1050          | 6°18′S 70°49′O / -6.300, -70.817   |
| -            | -                             | Río Zinho                     | Río Zinho                     | Río Jutai        | Brasil                             | 430           | 5°21′S 67°55′O / -5.350, -67.917   |
| -            | -                             | Río Bia                       | Río Bia                       | Río Jutai        | Brasil                             | 470           | 5°48′S 68°22′O / -5.800, -68.367   |
| -            | -                             | Río Mutum                     | Río Mutum                     | Río Jutai        | Brasil                             | 320           | 6°00′S 68°50′O / -6.000, -68.833   |
| -            | Río Juruá                     | Río Juruá                     | Río Juruá                     | Río Solimões (d) | Perú - Brasil                      | 3.100         | 10°09′S 73°15′O / -10.150, -73.250 |
| -            | -                             | Río Gregorio                  | Río Gregorio                  | Río Juruá        | Brasil                             | 350           | 8°59′S 72°04′O / -8.983, -72.067   |
| -            | Río Caqueta-Japurá (o Yapura) | Río Caqueta-Japurá (o Yapura) | Río Caqueta-Japurá (o Yapura) | Río Solimões (i) | Colombia - Brasil                  | 2.820         | 1°55′N 76°40′O / 1.917, -76.667    |
| -            | -                             | Río Apaporis                  | Río Apaporis                  | Río Caquetá      | Colombia - Brasil                  | 770           | 1°00′N 72°20′O / 1.000, -72.333    |
| -            | -                             | Río Cahuinari                 | Río Cahuinari                 | Río Caquetá      | Colombia                           | 400           | 0°35′S 72°54′O / -0.583, -72.900   |
| -            | -                             | Río Yarí                      | Río Yarí                      | Río Caquetá      | Colombia                           | 530           | 2°37′N 74°55′O / 2.617, -74.917    |
| -            | -                             | Río Caguán                    | Río Caguán                    | Río Caquetá      | Colombia                           | 470           | 2°38′N 74°59′O / 2.633, -74.983    |
| -            | Río Tefé                      | Río Tefé                      | Río Tefé                      | Río Solimões (d) | Brasil                             | 450           | 5°44′S 66°32′O / -5.733, -66.533   |
| -            | Río Coari                     | Río Coari                     | Río Coari                     | Río Solimões (d) | Brasil                             | 530           | 6°12′S 66°31′O / -6.200, -66.517   |
| -            | Río Purus                     | Río Purus                     | Río Purus                     | Río Solimões (d) | Perú - Brasil                      | 3.379         | 10°50′S 72°28′O / -10.833, -72.467 |
| -            | -                             | Río Ipixuna                   | Río Ipixuna                   | Río Purus        | Brasil                             | 370           | 7°59′S 63°27′O / -7.983, -63.450   |
| -            | -                             | Río Tapauá                    | Río Tapauá                    | Río Purus        | Brasil                             | 640           | 7°10′S 67°45′O / -7.167, -67.750   |
| -            | -                             | Río Mucuim                    | Río Mucuim                    | Río Purus        | Brasil                             | 350           | 8°51′S 64°28′O / -8.850, -64.467   |
| -            | -                             | Río Ituxi                     | Río Ituxi                     | Río Purus        | Brasil                             | 640           | 10°07′S 67°35′O / -10.117, -67.583 |
| -            | -                             | Río Sepatini                  | Río Sepatini                  | Río Purus        | Brasil                             | -             | 8°47′S 67°02′O / -8.783, -67.033   |
| -            | -                             | Río Pauini                    | Río Pauini                    | Río Purus        | Brasil                             | 450           | 8°26′S 69°38′O / -8.433, -69.633   |
| -            | -                             | Río Acre                      | Río Acre                      | Río Purus        | Perú - Brasil - Bolivia            | 680           | 10°56′S 70°31′O / -10.933, -70.517 |
| -            | -                             | Río Iaco (o Iaco)             | Río Iaco (o Iaco)             | Río Purus        | Perú - Brasil                      | 480           | 10°57′S 71°0′O / -10.950, -71.000  |
| -            | -                             | Río Chandless                 | Río Chandless                 | Río Purus        | Perú - Brasil                      | 370           | 10°57′S 71°35′O / -10.950, -71.583 |
| -            | Río Manacapuru                | Río Manacapuru                | Río Manacapuru                | Río Solimões (i) | Brasil                             |               | {                                  |